# Sándor Bortnyik
Sándor Bortnyik (Târgu Mureș, Rumanía, 3 de julio de 1893-Budapest, 31 de diciembre de 1976) fue un artista húngaro.

## Biografía
En 1913 se trasladó a Budapest, donde continuó sus estudios artísticos y se sintió atraído por el estilo pictórico de los fauves hasta que, en 1915, conoció a Lajos Kassák. Este le introdujo en el grupo de colaboradores de la revista MA, donde también se encontraba László Moholy-Nagy.
En 1919,tras el derrocamiento del breve régimen comunista de Béla Kun y la invasión de las tropas rumanas, Bortnyik y otros artistas ligados a MA se vieron obligados a abandonar Budapest. Se desplazó entonces hasta Viena, y posteriormente vivió en Weimar entre 1922 y 1924. Fue en esos años cuando estrechó lazos con la Bauhaus, interesándose particularmente por el taller de teatro de Oskar Schlemmer. Participó, asimismo, en el curso sobre De Stijl de Theo van Doesburg.
Durante esta época, también trabajó en Košice, y en Berlín, donde en 1922 la galería Der Sturm celebró una exposición de su obra.
En 1925 regresó a Hungría y en ese mismo año fundó el teatro de vanguardia Zöld Szamár, influido por Oskar Schlemmer. Tres años más tarde creó el taller gráfico y de publicidad Mühely, una réplica húngara de la Bauhaus. El cartelismo ya lo había practicado durante sus primeros años, y a su taller asistió, entre otros, Victor Vasarely. El mismo cerró en 1938 por problemas económicos. De este destacaba la puesta en práctica de principios aprehendidos en Weimar: diseño funcional, uso de tipografía moderna y trabajo con la fotografía.
Trompas le gusta su mami y lafu

## Obra
Sus relaciones con la Bauhaus y con los movimientos constructivistas del momento dieron lugar a unas obras no figurativas con una fuerte preponderancia de lo arquitectónico. A pesar de ello, Bortnyik se negó a ser identificado con la Bauhaus.
A partir de 1924 comenzó a interesarse por la representación de escenas de talante satírico en las que, conservando el carácter geométrico anterior, aparecían figuras enmarcadas en extrañas arquitecturas.
A mediados de la década de los años treinta, Bortnyik volvió a retomar la pintura influido por un grupo de artistas socialistas formado en Budapest en 1934. Durante los años siguientes fue promotor de la publicación de diversos libros y revistas y profesor y director de la Academia de Bellas Artes de Budapest. Al final de su vida, la Galería Nacional de Budapest organizó una exposición retrospectiva en la que se reconocía la trayectoria de Bortnyik como artista.
Representó un importante papel en el desarrollo de la vanguardia húngara.